# Bret Easton Ellis
Bret Easton Ellis (n. 7 martie 1964, Los Angeles, California) e un scriitor american. El se auto-etichetează drept satirist- gen literar care se manifestă prin exprimarea unor acțiuni și opinii extreme, într-un mod total detașat. Ellis obișnuiește să lege acțiunile romanelor între ele, prin aducerea în prim-plan a unor personaje comune, recurente.

## Carieră
Prima carte a lui Ellis, care nu se bucură încă de o traducere în limba română, Less Than Zero (o poveste despre adolescenții bogați din Los Angeles scăpați de sub control) a primit critici bune și s-a vândut destul de bine(50,000 de copii în primul an de la apariție). 
Autorul s-a mutat înapoi în New York în anul 1987, pentru a lansa cel de-al doilea său roman, care de asemenea nu a fost până acum tradus în limba română, The Rules of Attraction. Cartea urmărea un grup de tineri a căror viață se învârte într-o continuă promiscuitate. Și acest roman s-a vândut destul de bine, însă Ellis s-a declarat în mai multe rânduri dezamăgit de faptul că acesta nu a reușit să surclaseze succesul romanului de debut.
Cea mai cunoscută și mai controversată carte a lui Ellis rămâne însă American Psycho, ecranizat în 2000 și avându-l în rolul principal pe Christian Bale. Mulți dintre admiratorii lui Ellis consideră acest roman, al cărui personaj principal, Patrick Bateman, este un criminal în serie, ca fiind un exemplu reprezentativ al artei transgresive. American Psycho a devenit, la scurt timp după apariție, o carte-cult.
Colecția de povestiri The Informers, de asemenea fără traducere în limba română, a fost publicată în 1994, deși Ellis a scris majoritatea istorisirilor cât era încă student. Cartea prezintă tot felul de personaje, de la staruri rock la vampiri. Ellis a declarat după lansare că The Informers a fost până la urmă pus cap la cap doar pentru a respecta o obligație contractuală, atunci când a văzut că îi ia mai mult decât ar fi crezut pentru a termina următorul roman pe care și-l propusese. Glamorama a fost lansat în 1998 în America și în 2008 în România, prin editura Polirom. Acțiunea se petrece în lumea modei și urmărește activitatea unui model masculin în cadrul unei organizații teroriste bizare formate în întregime din fotomodele. Cartea ironizează, prin umorul negru caracteristic autorului, societatea modernă, mass-media, celebritatea și politica. Romanul Lunar Park (lansat în 2005 în America și în 2006 în România), prezintă o poveste de groază în al cărui centru se plasează, drept narator și personaj principal, un „Bret Easton Ellis” fictiv. Povestea te ține în suspans până la final și are un caracter de jurnal, întrucât este povestit în așa fel încât faptul că autorul ar fi trăit respectiva experiență este extrem de credibil. Cartea este însă, în întregime, ficțiune. Imperial Bedrooms (lansată în America în 2010) urmărește personajele din Less Than Zero cu 25 de ani mai târziu; cartea îmbină violența din American Psycho cu postmodernismul dinLunar Park.

## Formare
Ellis s-a născut în California, într-o familie aparținând unei clase sociale medii. 
Tatăl scriitorului, despre care acesta susține că era violent, a devenit principala sursă de inspirație pentru cel mai controversat personaj al său, Patrick Bateman, iar relația extrem de rece dintre Victor și tatăl său în romanul Glamorama se bazează de asemenea pe relația lor reală.
Ellis urmează cursurile Colegiului Bennington, unde cunoaște și formează prietenii cu alți viitori scriitori celebri, Donna Tartt și Jonathan Lethem. După succesul înregistrat la debut, cu Less Than Zero, în 1985, Ellis devine extrem de apropiat de un alt scriitor, Jay McInerney, iar la scurt timp cei doi încep a fi cunoscuți drept „frații toxici”. 
Scriitorul devine o țintă a criticilor odată cu apariție romanului American Psycho, în jurul căreia mai târziu se formează un adevărat cult, mai ales după ecranizarea din 2000. Ellis a scris și un scenariu, pentru Regulile atracției care nu a fost însă folosit.
După moartea iubitului său, Michael Wade Kaplan, Ellis a fost stimulat să termine romanul Lunar Park și să-l îmbogățească cu un ton ușor nostalgic. În Lunar Park, în care își integrează un alter-ego și acordă o deosebită atenție relației dintre personajul său și fiul din roman, Ellis a lăsat în urmă problemele avute cu tatăl său.

## Viață personală
Atunci când, în anul 2002, în timpul unui interviu, Ellis a fost întrebat dacă este sau nu homosexual, acesta a ținut să explice că nu se identifică cu niciuna dintre aceste etichete. Scriitorul a completat cu faptul că nu îl deranjează să fie considerat atât homosexual, cât și bi sau heterosexual, ba chiar îi place să se joace cu percepțiile oamenilor în legătură cu acest subiect.
Cu ocazia unui alt interviu, Ellis își manifestă reticența în a-și categorisi definitiv orientarea sexuală pentru că, conform propriilor declarații, dacă lumea ar știi că este heterosexual, cărțle lui ar fi citite într-un anumit mod, iar dacă cititorilor le-ar fi clar că este gay, atunci 'Psycho' ar fi citită în cu totul alt fel."
În semi-autobiograficul său roman Lunar Park, personajul fictiv Bret este implicat, de-a lungul acțiunii, în diverse relații cu caracter amoros, atât cu bărbați cât și cu femei. Lunar Park a fost dedicată iubitului scriitorului, Michael Wade Kaplan, dar și tatălui său, Robert Ellis, despre care vorbește cu ușurință după lansarea acestei cărți. Robert Ellis a murit în 1992. Într-unul din interviurile acordate, Eliis declară că a simțit o eliberare odată cu finalizarea romanului, fiindcă i-a permis să își rezolve unele probleme vechi în legătură cu tatăl său.